# Cool oder Crash
Cool oder Crash war eine Verkehrsshow für Kinder, die von 1998 bis 2007 ausgestrahlt und vom Bayerischen Rundfunk produziert wurde. Sie wurde meist in Verbindung mit Pumuckl TV ausgestrahlt. Bis 2006 war die Sendung eine Spielshow, danach wurden nur noch Verkehrstipps vermittelt.

## 1998–2006
Unter der Moderation von Jürgen Blaschke und später Beni Weber spielten zwei Schulklassen gegeneinander um 1000 Euro für ihre Klassenkasse. Die Verlierermannschaft erhielt 500 Euro. Ab 2004 kam Co-Moderatorin Berit Socher dazu. In drei Runden mussten die Kandidaten folgende Aufgaben bewältigen:
1. Es werden Fragen gestellt und Bilder gezeigt zum Thema „Verkehr“.
2. Moderator Beni Weber beschreibt ein Verkehrsschild, das von den Spielern so schnell wie möglich von einer Schilderwand geholt werden muss.
3. Bei Moderatorin Berit Sochor müssen die Schüler einen Fahrradparcours abfahren (ab 2004).

## 2006–2007
Moderatorin Singa Gätgens erklärte Verkehrsschilder und das richtige Verhalten von Kindern im Straßenverkehr. Zur Sendung erschien 2006 im Auftrag des Bundesverkehrsministerium eine DVD, die in einer Auflage von 150.000 Exemplaren an Schulen verteilt wurde.